# صلح شکن (فیلم)
صلح شکن (به چینی: 破·局) یک فیلم اکشن و مهیج چینی محصول سال ۲۰۱۷ به کارگردانی لین یی چی و نویسندگی دیوید لین و جانی یو و با بازی آرون کواک، وانگ کیان یوان، لیو تائو، یو آیلی، فنگ جیایی و کای ژنگ است. این فیلم از یک روز سخت کیم سونگ هون بازسازی شده‌است. این فیلم در ۱۷ اوت ۲۰۱۷ در چین به نمایش درآمد.

## بازیگران
- آرون کواک در نقش جائو جیانژانگ یک پلیس چینی مالزیایی در کوالالامپور.
- وانگ کیان یوان در نقش چن چانگمین، یک پلیس چینی مالزیایی که فاسد است.
- لیو تائو به عنوان لین شیائو، همسر گائو جیان شیانگ، آنها یک دختر به نام وی وی دارند.
- یو آیلی
- فنگ جیایی در نقش کاپیتان گوئو، برتر گائو جیان شیانگ.
- کای ژنگ